# CFR 231 sorozat
A Román Államvasutak (CFR) 2201–2240 pályaszám-csoportú, illetve 231 sorozatú gőzmozdonya volt Románia legnagyobb sorozatban készült gyorsvonati mozdonya, egyben Délkelet-Európa első 2'C1' tengelyelrendezésű mozdonya volt.

## Története
A CFR Románia legnagyobb teljesítményű gyorsvonatainak továbbítására 1913-tól új, nagy teljesítményű mozdonyokat szerzett be a müncheni Maffei mozdonygyárból. A mozdony terveit a román Teodor Dragu közreműködésével a gyár maga készítette. A tervezéskor előírták, hogy a mozdonynak sík pályán 290 t tömegű gyorsvonatot 90 km/h legnagyobb sebességgel kell továbbítania. Az új típus első példánya – sorozatjel nélkül – a 2201 pályaszámot kapta. Első alkalommal 20 db mozdonyt rendeltek, melyek még 1913-ban elkészültek. A kedvező tapasztalatok alapján további két részletben szintén 20–20 db mozdonyt szereztek be 1914–1917-ben, illetve 1922-ben. Ez utóbbiak már az új román mozdonyszámozási rendszer szerint a 231,041–060 sorozat- és pályaszámokat kapták. Az első mozdonyok egységára 134 000,– lej volt. A 231 sorozat utolsó 30 egységét 1922–1923-ban a kasseli Henschel cég készítette. A mozdony kazánja a gőzdómmal egybe burkolt homoktartállyal és a lekerekített kúp alakú füstszekrényajtóval jellegzetes Maffei-stílusjegyeket mutatott (lásd például bajor S 3/6 sorozat), ugyanakkor a szokatlan, előrenyúlt gépezet nem szolgálta a mozdony eleganciáját.

## Szerkezete
A mozdonyok kazánja a kívánt teljesítményprogramnak megfelelő hosszú, 1 776 mm átmérőjű hosszkazánnal és széles, nagyméretű, mélyre lenyúló állókazánnal készült. A porosz-, más néven Becker-rendszerű állókazánt a hátsó futótengely támasztja alá. A mozdonyt a romániai kőolajbányászat fellendülése után elterjedt módon részben szénnel, részben kőolajjal fűtötték. Az olajat két, gőzsugárral működtetett Dragu-rendszerű porlasztó juttatta a tűzszekrénybe. A rostélyon izzó szénréteg a tűz stabilitását biztosította. Az olajtüzelés miatt a Schmidt-rendszerű túlhevítő szerkezetét is módosították. A négy övből álló hosszkazánt 18 mm-es lemezekből szegecselték össze. A mozdony legjellegzetesebb része a gépezet volt. A négy darab azonos átmérőjű henger a 2'C1' tengelyelrendezésű mozdonyok között teljesen szokatlan módon az első kapcsolt kerékpárt hajtotta. Az elülső futóforgóváz miatt a belső hengereket nem lehetett vízszintesen elhelyezni és emiatt a külső hengerek is a vízszintessel szöget zártak be. Ezzel a Borries-rendszert követő elrendezéssel lehetővé tették, hogy a négy hengernek csak két tolattyúja volt és ezzel együtt két–két hengert közös vezérművel is mozgathatták. Ennek viszont az volt az ára, hogy min a négy henger ugyanazt a kerékpárt hajtotta, mely a könyökös tengelyeket jelentős terhelésnek tette ki és ez gyakran repedésekhez vezet. (A MÁV a 301 sorozatú mozdonyánál éppen az In. osztályú (203 sorozatú) és IIIs. osztályú (322 sorozatú) mozdonyaival szerzett ilyen jellegű kedvezőtlen tapasztalatok miatt választotta inkább a de Glehn-rendszert.) A vízszintestől eltérő hengerszög pedig a mozdony futástulajdonságait ronthatja. Az első kapcsolt kerékpár ezen kívül további erőknek is ki van téve, mivel ez vezeti a kapcsolt kerékcsoportot, mely a mozdony keretét veszi jobban igénybe (mint például a MÁV 327 sorozatánál). Ennek és az emiatt szokatlanul elöl lévő hengercsoport ilyen elhelyezése valószínűleg a kapcsolt kerékpárok túlterhelődését volt hivatva elkerülni. A gőzhengerek belső beömlésű hengeres tolattyúkkal készültek, melyeket Heusinger–Walschaert-rendszerű vezérművek szabályoztak. A  keresztfejek egyvezetékesek voltak. A 100 mm vastagságú, ún. gerendakeretként (más néven: rúdkeretként), kovácsolással készült, belső elrendezésű keretbe ágyazott kapcsolt kerékpárok rugózását himbák kötötték össze. Az elülső Maffei-rendszerű futóforgóváz forgócsapja oldalirányban is el tudott mozdulni, a hátsó futótengely Adams–Webb-rendszerű beállószerkezetű volt. 
A mozdonyra Westinghouse-rendszerű fékhengert szereltek. A féktuskók a mozdony hajtott kerékpárjait hátulról fékezték, míg a futóforgóváz kerékpárjai fékezetlenek voltak. A mozdonyokat gőzfűtési berendezéssel is ellátták.

A 231 sorozatú mozdonyokat négytengelyes merevkeretes szerkocsikkal szállították, de az 1930-as években Resicabányán öt darab nagyobb befogadóképességű, hegesztett szerkezetű, kétforgóvázas, belső csapágyazású szerkocsi is készült, melyek a 231,091–095 pályaszámokat kapták.

## Üzemük
A mozdonyokat kivétel nélkül Bukarest-Calatori fűtőházhoz állomásították és innen kiindulva továbbították Konstanca, Pitești, Galați és Mărășești felé a legfontosabb, legnehezebb gyorsvonatokat is. Emellett Brassó–Bukarest között (a legnagyobb emelkedésű pályaszakaszon 140.400 sorozatú sorozatú mozdonnyal előfogatolva) a híres Orient expressz élén is láthatóak voltak.  A második világháború után a 231-esek egy része Jászvásár és Buzău (Bodzavásár) fűtőházakhoz került. A mozdonyok igen jól beváltak és gazdaságosan üzemeltek, az egyedüli – teljesen soha meg nem oldott – problémát a könyökös tengelyek időnkénti repedései jelentették. A típust tömegesen az 1970-es években vonták ki a forgalomból és az utolsó példányokat 1983-ban selejtezték. Két mozdonyt, a 231,050 és a 231,061 pályaszámút üzemképes állapotban megőriztek.